# Atlantic Coast Conference
A Atlantic Coast Conference (ACC) (português: Conferência da Costa Atlântica) é uma conferência da Divisão I da NCAA . Fundada em 14 de junho de 1953, a ACC é composta por 15 membros.

## Esportes
| Masculinos                 | Femininos                  |
| -------------------------- | -------------------------- |
| Basquetebol                | Basquetebol                |
| Futebol                    | Futebol                    |
| Lacrosse                   | Lacrosse                   |
| Cross country              | Cross country              |
| Tênis                      | Tênis                      |
| Natação e saltos           | Natação e saltos           |
| Atletismo                  | Atletismo                  |
| Atletismo em pista coberta | Atletismo em pista coberta |
| Golf                       | Golf                       |
| Futebol americano          | Remo                       |
| Basebol                    | Softbol                    |
| Luta                       | Hóquei na grama            |
|                            | Voleibol                   |

## Membros

### Membros Atuais

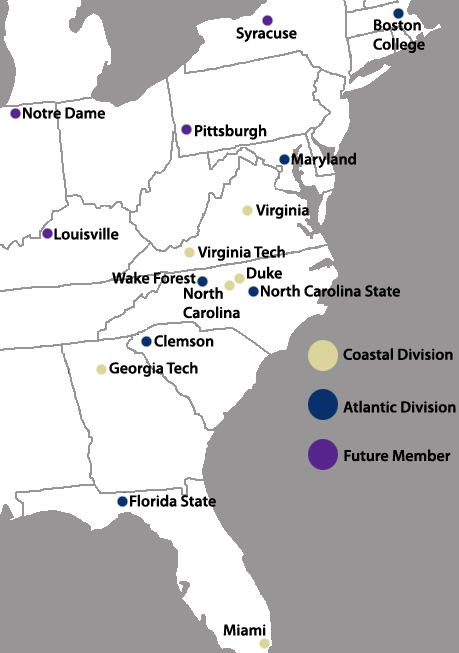
Localização dos membros da ACC.

| Instituição                                               | Localização                      | Equipe         | Tipo    | Ano de filiação |
| --------------------------------------------------------- | -------------------------------- | -------------- | ------- | --------------- |
| Boston College                                            | Boston, Massachusetts            | Eagles         | Privada | 2005            |
| Instituto de Tecnologia da Geórgia                        | Atlanta, Geórgia                 | Yellow Jackets | Pública | 1979            |
| Instituto Politécnico e Universidade Estadual da Virgínia | Blacksburg, Virgínia             | Hokies         | Pública | 2004            |
| Universidade da Califórnia em Berkeley (California)       | Berkeley, Califórnia             | Golden Bears   | Pública | 2024            |
| Universidade Clemson                                      | Clemson, Carolina do Sul         | Tigers         | Pública | 1953            |
| Universidade da Carolina do Norte em Chapel Hill          | Chapel Hill, Carolina do Norte   | Tar Heels      | Pública | 1953            |
| Universidade Duke                                         | Durham, Carolina do Norte        | Blue Devils    | Privada | 1953            |
| Universidade de Louisville                                | Louisville, Kentucky             | Cardinals      | Pública | 2014            |
| Universidade Metodista Meridional (SMU)                   | University Park, Texas           | Mustangs       | Privada | 2024            |
| Universidade de Miami                                     | Coral Gables, Flórida            | Hurricanes     | Privada | 2004            |
| Universidade de Notre Dame                                | South Bend, Indiana              | Fighting Irish | Privada | 2013            |
| Universidade de Pittsburgh                                | Pittsburgh, Pensilvania          | Panthers       | Pública | 2013            |
| Universidade Stanford                                     | Stanford, Califórnia             | Cardinal       | Privada | 2024            |
| Universidade de Syracuse                                  | Syracuse, Nova Iorque            | Orange         | Privada | 2013            |
| Universidade de Virginia                                  | Charlottesville, Virginia        | Cavaliers      | Pública | 1953            |
| Universidade de Wake Forest                               | Winston-Salem, Carolina do Norte | Damon Deacons  | Privada | 1953            |
| Universidade Estadual da Flórida                          | Tallahassee, Flórida             | Seminoles      | Pública | 1991            |
| Universidade Estadual da Carolina do Norte                | Raleigh, Carolina do Norte       | Wolfpack       | Pública | 1953            |

### Antigos Membros
| Instituição                     | Localização               | Equipe    | Tipo    | Ano de filiação | Ano de saída | Conferência atual       |
| ------------------------------- | ------------------------- | --------- | ------- | --------------- | ------------ | ----------------------- |
| Universidade da Carolina do Sul | Columbia, Carolina do Sul | Gamecocks | Pública | 1953            | 1971         | Southeastern Conference |
| Universidade de Maryland        | College Park, Maryland    | Terrapins | Pública | 1953            | 2014         | Big Ten Conference      |

## Futebol americano
Todas os membros têm equipes de futebol americano e quase todos competem na subdivisão da Football Bowl Subdivision|FBS. Apenas a  equipe de Notre Dame não está filiada, pois é um time no esporte, portanto, há 14 equipes filiadas à ACC na Football Bowl Subdivision (FBS).
A final do campeonato se disputa desde 2005 no Bank of America Stadium em Charlotte. O campeão da conferência disputa o Orange Bowl  de pós-temporada, e vice-campeão joga o Peach Bowl, exceto nos anos em que estes são semifinais do College Football Playoff (desde 2014), nestes casos os times disputam outro bowl. Todos os times que terminam com uma campanha positiva, isto é no mínimo 6 vitórias, também são convidados para disputar algum bowl.
A conferência se divide em duas subdivisões: (a Divisão Atlântica e a Divisão Costeira). Cada equipe tem que disputar seis partidas no ano contra os rivais da divisão (três em casa e três fora), outra partida contra um rival permanente de outra divisão (o que está na mesma posição na tabela abaixo da outra divisão), outra partida contra outro rival rotatório da outra divisão e quatro partidas contra rivais de outras conferências, um dos quais é a equipe de Notre Dame, que cada time deve jogar a cada dois ou três anos (e Notre Dame deve jogar 5 partidas cada ano contra membros da ACC), visto que Notre Dame é um membro da ACC em outros esportes, excetuando-se o futebol americano, onde preferiu permanecer como um time independente.
| Divisão Atlântica    | Divisão Costeira |
| -------------------- | ---------------- |
| Boston College       | Virginia Tech    |
| Clemson              | Georgia Tech     |
| Florida State        | Miami            |
| Louisville           | Virginia         |
| North Carolina State | North Carolina   |
| Syracuse             | Pittsburgh       |
| Wake Forest          | Duke             |

### Títulos de conferência no futebol americano
| - 1953 : Duke Blue Devils & Maryland Terrapins - 1954 : Duke Blue Devils - 1955 : Duke Blue Devils & Maryland Terrapins - 1956 : Clemson Tigers - 1957 : NC State Wolfpack - 1958 : Clemson Tigers - 1959 : Clemson Tigers - 1960 : Duke Blue Devils - 1961 : Duke Blue Devils - 1962 : Duke Blue Devils - 1963 : North Carolina Tar Heels & NC State Wolfpack - 1964 : NC State Wolfpack - 1965 : Clemson Tigers & NC State Wolfpack - 1966 : Clemson Tigers - 1967 : Clemson Tigers - 1968 : NC State Wolfpack - 1969 : South Carolina Gamecocks - 1970 : Wake Forest Demon Deacons - 1971 : North Carolina Tar Heels - 1972 : North Carolina Tar Heels - 1973 : NC State Wolfpack - 1974 : Maryland Terrapins - 1975 : Maryland Terrapins - 1976 : Maryland Terrapins - 1977 : North Carolina Tar Heels - 1978 : Clemson Tigers - 1979 : NC State Wolfpack - 1980 : North Carolina Tar Heels - 1981 : Clemson Tigers - 1982 : Clemson Tigers - 1983 : Maryland Terrapins - 1984 : Maryland Terrapins - 1985 : Maryland Terrapins - 1986 : Clemson Tigers - 1987 : Clemson Tigers - 1988 : Clemson Tigers |  | - 1989 : Duke Blue Devils & Virginia Cavaliers - 1990 : Georgia Tech Yellow Jackets - 1991 : Clemson Tigers - 1992 : Florida State Seminoles - 1993 : Florida State Seminoles - 1994 : Florida State Seminoles - 1995 : Florida State Seminoles & Virginia Cavaliers - 1996 : Florida State Seminoles - 1997 : Florida State Seminoles - 1998 : Florida State Seminoles & Georgia Tech Yellow Jackets - 1999 : Florida State Seminoles - 2000 : Florida State Seminoles - 2001 : Maryland Terrapins - 2002 : Florida State Seminoles - 2003 : Florida State Seminoles - 2004 : Virginia Tech Hokies - 2005 : Florida State Seminoles - 2006 : Wake Forest Demon Deacons - 2007 : Virginia Tech Hokies - 2008 : Virginia Tech Hokies - 2009 : Georgia Tech Yellow Jackets - 2010 : Virginia Tech Hokies - 2011 : Clemson Tigers - 2012 : Florida State Seminoles - 2013 : Florida State Seminoles - 2014 : Florida State Seminoles - 2015 : Clemson Tigers - 2016 : Clemson Tigers - 2017 : Clemson Tigers - 2018 : Clemson Tigers - 2019 : Clemson Tigers - 2020 : Clemson Tigers - 2021 : Pittsburgh Panthers |

## Finais de conferência no basquetebol
| Temporada | Campeão                     | Vice-campeão                |
| --------- | --------------------------- | --------------------------- |
| 1953-1954 | NC State Wolfpack           | Wake Forest Demon Deacons   |
| 1954-1955 | NC State Wolfpack           | Duke Blue Devils            |
| 1955-1956 | NC State Wolfpack           | Wake Forest Demon Deacons   |
| 1956-1957 | North Carolina Tar Heels    | South Carolina Gamecocks    |
| 1957-1958 | Maryland Terrapins          | North Carolina Tar Heels    |
| 1958-1959 | NC State Wolfpack           | North Carolina Tar Heels    |
| 1959-1960 | Duke Blue Devils            | Wake Forest Demon Deacons   |
| 1960-1961 | Wake Forest Demon Deacons   | Duke Blue Devils            |
| 1961-1962 | Wake Forest Demon Deacons   | Clemson Tigers              |
| 1962-1963 | Duke Blue Devils            | Wake Forest Demon Deacons   |
| 1963-1964 | Duke Blue Devils            | Wake Forest Demon Deacons   |
| 1964-1965 | NC State Wolfpack           | Duke Blue Devils            |
| 1965-1966 | Duke Blue Devils            | NC State Wolfpack           |
| 1966-1967 | North Carolina Tar Heels    | Duke Blue Devils            |
| 1967-1968 | North Carolina Tar Heels    | NC State Wolfpack           |
| 1968-1969 | North Carolina Tar Heels    | Duke Blue Devils            |
| 1969-1970 | NC State Wolfpack           | South Carolina Gamecocks    |
| 1970-1971 | South Carolina Gamecocks    | North Carolina Tar Heels    |
| 1971-1972 | North Carolina Tar Heels    | Maryland Terrapins          |
| 1972-1973 | NC State Wolfpack           | Maryland Terrapins          |
| 1973-1974 | NC State Wolfpack           | Maryland Terrapins          |
| 1974-1975 | North Carolina Tar Heels    | NC State Wolfpack           |
| 1975-1976 | Virginia Cavaliers          | North Carolina Tar Heels    |
| 1976-1977 | North Carolina Tar Heels    | Virginia Cavaliers          |
| 1977-1978 | Duke Blue Devils            | Wake Forest Demon Deacons   |
| 1978-1979 | North Carolina Tar Heels    | Duke Blue Devils            |
| 1979-1980 | Duke Blue Devils            | Maryland Terrapins          |
| 1980-1981 | North Carolina Tar Heels    | Maryland Terrapins          |
| 1981-1982 | North Carolina Tar Heels    | Virginia Tech Hokies        |
| 1982-1983 | NC State Wolfpack           | Virginia Tech Hokies        |
| 1983-1984 | Maryland Terrapins          | Duke Blue Devils            |
| 1984-1985 | Georgia Tech Yellow Jackets | North Carolina Tar Heels    |
| 1985-1986 | Duke Blue Devils            | Georgia Tech Yellow Jackets |
| 1986-1987 | NC State Wolfpack           | North Carolina Tar Heels    |
| 1987-1988 | Duke Blue Devils            | North Carolina Tar Heels    |

| Temporada | Campeão                     | Vice-campeão                |
| --------- | --------------------------- | --------------------------- |
| 1988-1989 | North Carolina Tar Heels    | Duke Blue Devils            |
| 1989-1990 | Georgia Tech Yellow Jackets | Virginia Tech Hokies        |
| 1990-1991 | North Carolina Tar Heels    | Duke Blue Devils            |
| 1991-1992 | Duke Blue Devils            | North Carolina Tar Heels    |
| 1992-1993 | Georgia Tech Yellow Jackets | North Carolina Tar Heels    |
| 1993-1994 | North Carolina Tar Heels    | Virginia Cavaliers          |
| 1994-1995 | Wake Forest Demon Deacons   | North Carolina Tar Heels    |
| 1995-1996 | Wake Forest Demon Deacons   | Georgia Tech Yellow Jackets |
| 1996-1997 | North Carolina Tar Heels    | NC State Wolfpack           |
| 1997-1998 | North Carolina Tar Heels    | Duke Blue Devils            |
| 1998-1999 | Duke Blue Devils            | North Carolina Tar Heels    |
| 1999-2000 | Duke Blue Devils            | Maryland Terrapins          |
| 2000-2001 | Duke Blue Devils            | North Carolina Tar Heels    |
| 2001-2002 | Duke Blue Devils            | NC State Wolfpack           |
| 2002-2003 | Duke Blue Devils            | NC State Wolfpack           |
| 2003-2004 | Maryland Terrapins          | Duke Blue Devils            |
| 2004-2005 | Duke Blue Devils            | Georgia Tech Yellow Jackets |
| 2005-2006 | Duke Blue Devils            | Boston College Eagles       |
| 2006-2007 | North Carolina Tar Heels    | NC State Wolfpack           |
| 2007-2008 | North Carolina Tar Heels    | Clemson Tigers              |
| 2008-2009 | Duke Blue Devils            | Florida State Seminoles     |
| 2009-2010 | Duke Blue Devils            | Georgia Tech Yellow Jackets |
| 2010-2011 | Duke Blue Devils            | North Carolina Tar Heels    |
| 2011-2012 | Florida State Seminoles     | North Carolina Tar Heels    |
| 2012-2013 | Miami Hurricanes            | North Carolina Tar Heels    |
| 2013-2014 | Virginia Cavaliers          | Duke Blue Devils            |
| 2014-2015 | Notre Dame Fighting Irish   | North Carolina Tar Heels    |
| 2015-2016 | North Carolina Tar Heels    | Virginia Cavaliers          |
| 2016-2017 | Duke Blue Devils            | Notre Dame Fighting Irish   |
| 2017-2018 | Virginia Cavaliers          | North Carolina Tar Heels    |
| 2018-2019 | Duke Blue Devils            | Florida State Seminoles     |